# HD 119081
HD 119081，又名BD+28 2248，SAO 82944、HR 5145，是一颗恒星，视星等为6.23，位于銀經40.68，銀緯79.06，其B1900.0坐标为赤經13h 36m 2.2s，赤緯+28° 79.06′ 16″。